# 早稲田大学戸山キャンパス
早稲田大学戸山キャンパス（わせだだいがくとやまキャンパス）とは、東京都新宿区戸山にある早稲田大学のキャンパスである。

## 概要
1920年に高等学院校舎として開設。現在は文学学術院の文学部、文化構想学部、文学研究科の施設の他、構内には学生会館や早稲田アリーナ（旧・記念会堂）、競技スポーツセンターなどもある。戸山キャンパス校地は、尾張徳川家の下屋敷や陸軍戸山学校の運動場跡地であった。

## 歴史

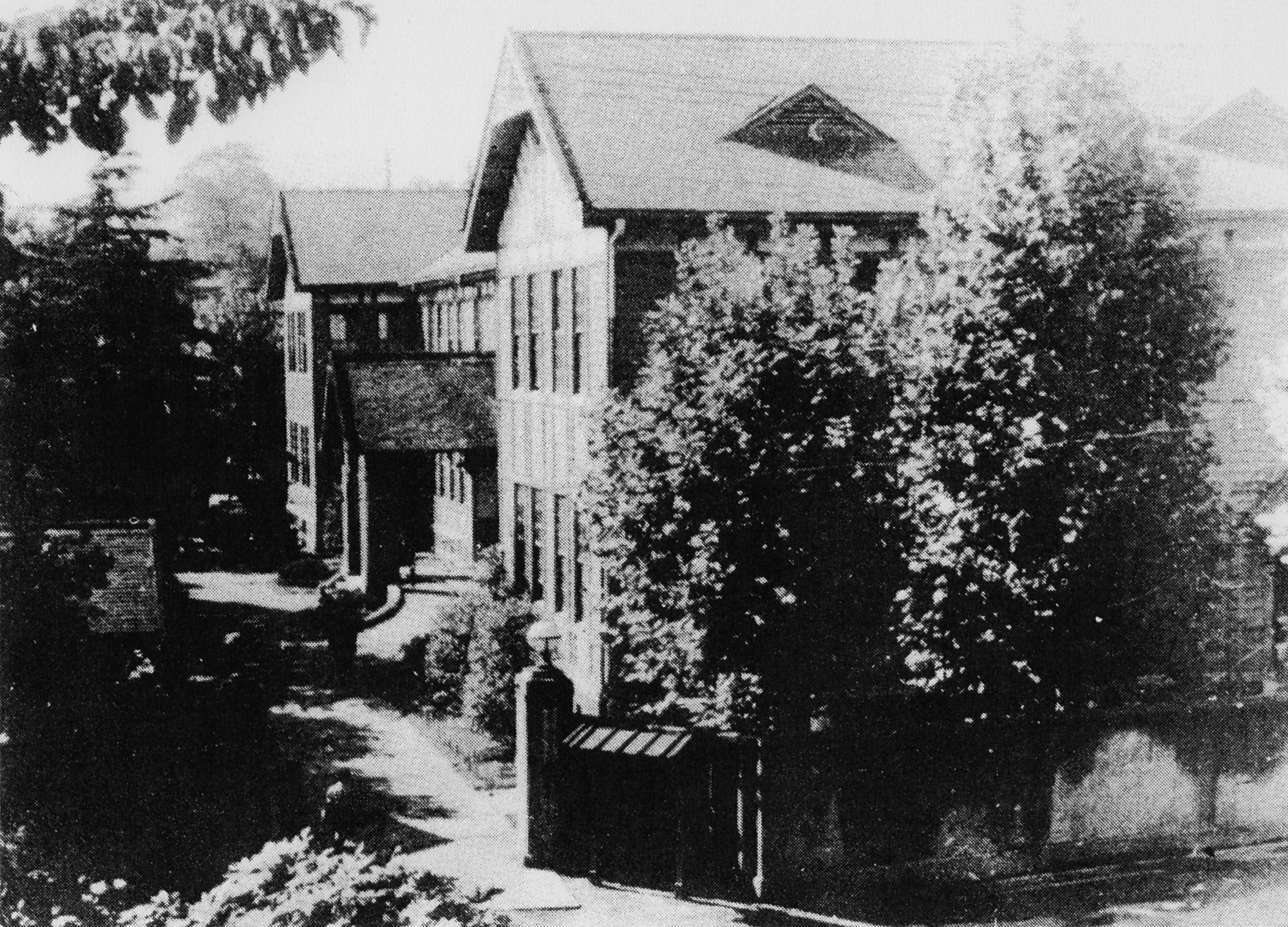
旧制第一高等学院

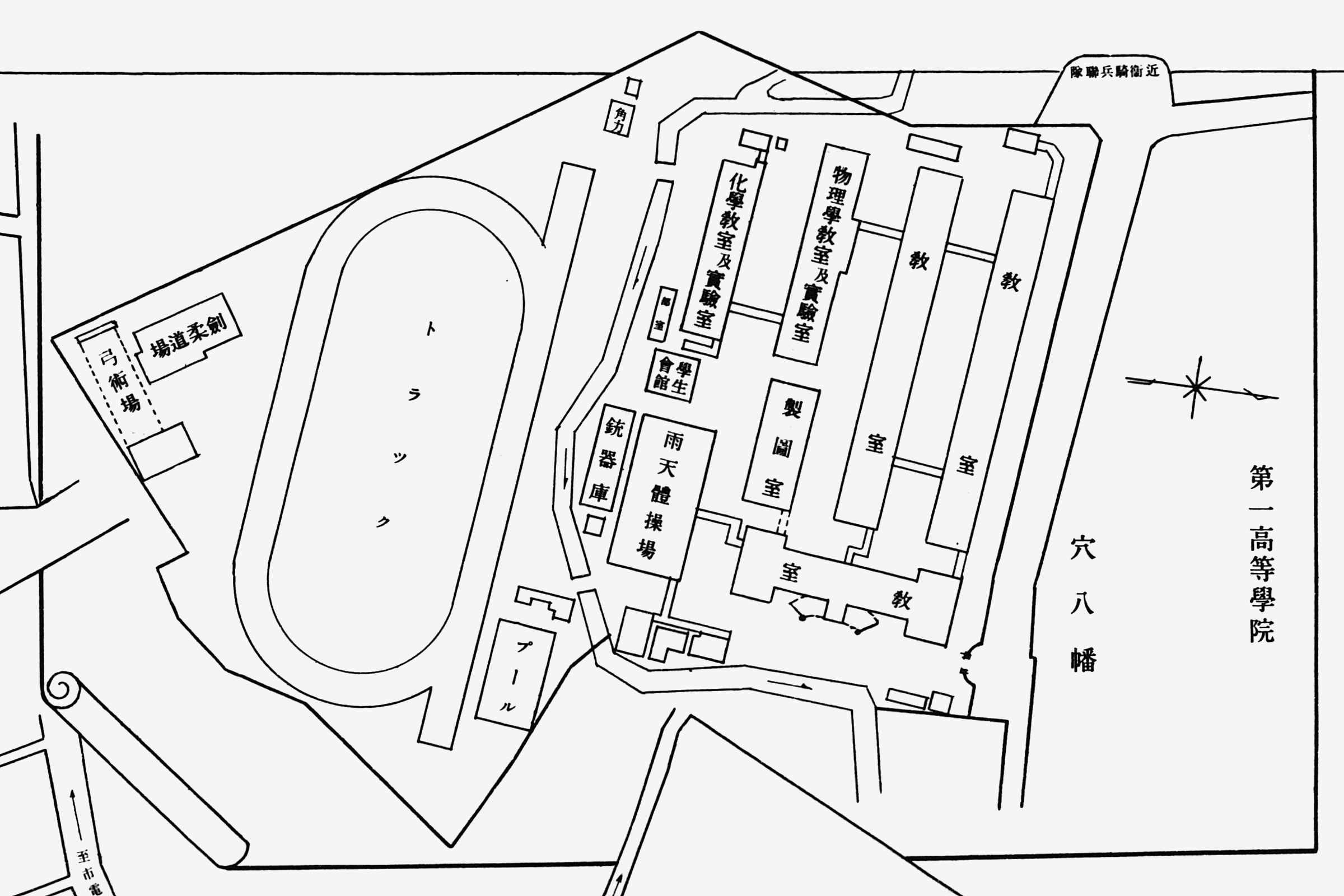
第一高等学院平面図
（1934年）

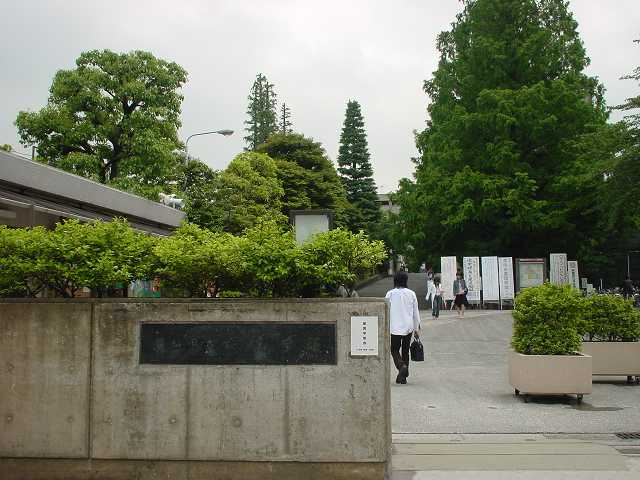
戸山キャンパス正門（2005年）

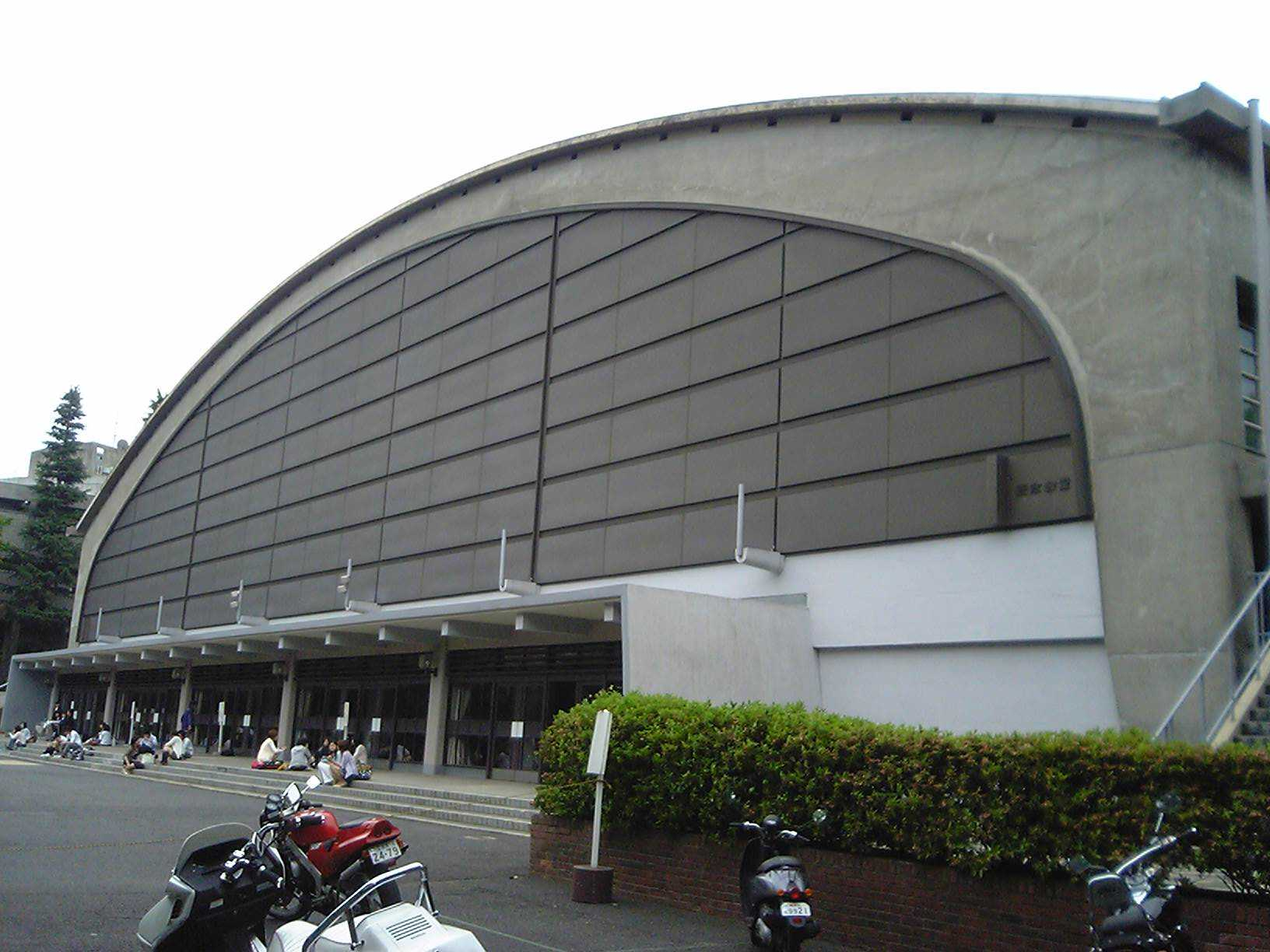
旧記念会堂

- 1908年 - 穴八幡下の4,096坪の土地を銀行を通じて個人から購入。
- 1919年 - 陸軍省から高等学院運動場用地として、当時の東京府東京市牛込区戸山町の約4,048坪の土地を貸与される。
- 1920年 - 高等学院本館と1号校舎完成。
- 1921年 - 第2期建築の校舎および運動場、柔道場、テニスコート完成。
- 1922年 - 早稲田高等学院をそれぞれ第一高等学院・第二高等学院に改組。第二高等学院は大学構内に移転。
- 1925年 - プール完成。
- 1945年 - 空襲により第一高等学院校舎全焼。
- 1948年 - 32号館（旧18号館）竣工。
- 1956年 - 早稲田大学高等学院が移転。
- 1957年 - 記念会堂（37号館）竣工。
- 1962年 - 戸山キャンパス完成。第一文学部・第二文学部が西早稲田キャンパス（現・早稲田キャンパス）より移転。村野藤吾の設計により31号館・33号館竣工。
- 1964年 - 記念会堂が東京オリンピックのフェンシングの会場として使用される。
- 1981年 - 34号館竣工。
- 1992年 - 38号館（戸山カフェテリア・戸山図書館）竣工。
- 1992年 - 39号館（第2研究棟）竣工。
- 1999年 - 36号館竣工。
- 2001年 - 学生会館（30号館）竣工。
- 2007年 - 文化構想学部・文学部を設置。
- 2013年 - 33号館（高層棟）竣工。
- 2014年 - 33号館（低層棟）竣工。
- 2015年 - 記念会堂（37号館）の解体に着手。
- 2018年 - 記念会堂跡地に新37号館（早稲田アリーナ）が竣工。屋上部に戸山の丘が設置される[2]。

## 施設
- 30号館（学生会館）
- 31号館
- 32号館
- 33号館
- 33-2号館（仮校舎・2015年に解体済み）
- 34号館（文学学術院事務所）
- 35号館（競技スポーツセンター）
- 36号館（第2体育館）
- 37号館（早稲田アリーナ）
- 38号館（戸山カフェテリア・戸山図書館）
- 39号館（第2研究棟）

## アクセス
- 山手線・ 西武新宿線 高田馬場駅 徒歩20分
- 東京メトロ東西線 早稲田駅 徒歩3分
- 東京メトロ副都心線 西早稲田駅 徒歩12分
- 都営大江戸線 若松河田駅 徒歩12分
- 都電荒川線 早稲田停留場 徒歩10分